# Моніторинг акваторій
Моніторинг акваторій (в зоні нафтовидобутку) (англ. water area monitoring in an oil-producing zone, нім. Monitoring n der Hafengebiete in der Zone der Erdölgewinnung) — багаторівневий моніторинг середовища, який включає дослідження на дні акваторії за допомогою донних станцій, космічний моніторинг, контактні вимірювання (проб води в зоні нафтовидобутку).
Для моніторингу використовують зокрема такі засоби: радіолокатор бічного огляду (виявлення нафтових плівок на поверхні моря), скануючий флуорометричний лідар (виявлення і оцінка товщини нафтових плівок, ідентифікація типу забруднення), глибоководні зонди (забір проб водного середовища), супутник зі спеціальною знімальною та радіо- і телеапаратурою, комплекс сейсмічних та гідроакустичних датчиків, донно-буйкова автономна сейсмостанція з оперативним космічним зв'язком. Системи моніторингу акваторій розробляються і застосовуються в провідних нафтовидобувних країнах світу.